# 第27屆金鐘獎
第27屆金鐘獎是1992年台灣廣播、電視業界的年度盛事之一，表揚1992年度傑出的台灣廣播和電視之藝人。

## 電視部分
下列之標記為該獎項得獎者

## 外部連結
- 81年金鐘獎得獎名單【電視節目獎 / 電視個人技術獎】 （页面存档备份，存于）.文化部影視及流行音樂產業局.1992-04-01
- 81年金鐘獎得獎名單【廣播節目獎 / 廣播個人技術獎 】 （页面存档备份，存于）.文化部影視及流行音樂產業局.1992-04-01
- 81年金鐘獎得獎名單【電視廣告獎 / 廣播廣告獎】 （页面存档备份，存于）.文化部影視及流行音樂產業局.1992-04-01
- 81年金鐘獎得獎名單【電視部份 / 廣播部份】 （页面存档备份，存于）.文化部影視及流行音樂產業局.1992-04-01